# Hennstedt (Steinburg)
Hennstedt er en by og kommune i det nordlige Tyskland, beliggende i Amt Kellinghusen i den nordøstlige del af Kreis Steinburg. Kreis Steinburg ligger i sydvestlige del af delstaten Slesvig-Holsten.

## Geografi
Hennstedt ligger omkring 10 km nord for Kellinghusen i Naturpark Aukrug. Vandløbene Bullenbach, Kirchweddelbach og Aubek løber gennem kommunen. Lige nordøst for kommunegrænsen til Wiedenborstel ligger Itzespitze, der er det højeste punkt i Kreis Steinburg. Landevejene 121 og 123 krydser hinanden i Hennstedt.